# KNHB Gold Cup
De KNHB Gold Cup is een bekertoernooi in het Nederlandse (top-)hockey. De eerste heren- en damesteams die uitkomen in de Hoofd-, Promotie- en Overgangsklasse van reguliere bondscompetitie spelen via een knock-outsysteem om de Gold Cup.

## Geschiedenis
In 2016 besloot de KNHB tot herinvoering van het bekertoernooi. Bekerhockey verdween na 1980 uit de competitieprogramma's toen de overgangsklasse en de hoofdklasse bij de dames werden ingevoerd. Midden jaren '90 probeerde de bond middels het KNHB beker-toernooi een landelijk bekertoernooi te organiseren maar dit werd geen succes en na drie seizoenen werd dit toernooi afgeschaft ten faveure van de play offs in de hoofdklasse die toen werden ingevoerd. Met ingang van het seizoen 2016/2017 organiseert de KNHB de Silver Cup voor alle clubs uitkomend in de eerste klasse tot en met de vierde klasse. In het seizoen 2017/2018 wordt dan de eerste editie van de Gold Cup gehouden voor teams uit de hoofd-, promotie en de overgangsklasse én de vier hoogst geëindigde teams van de Silver Cup in het jaar ervoor.

## Opzet
De scheiding in deelnemers tussen de Gold en de Silver Cup is noodzakelijk vanwege de lastige speeldagenkalender (in combinatie met de internationale kalender). Er zijn zes rondes en vanaf de eerste ronde wordt er gespeeld volgens het knock-outsysteem. De wedstrijden worden gespeeld op de vrijdagavonden. In principe worden teams uit dezelfde regio aan elkaar gekoppeld en speelt het laagst spelende team thuis, maar als beide teams op hetzelfde niveau spelen bepaalt de loting wie thuis speelt. Vanaf de kwartfinales bepaalt loting wie er thuis speelt en worden ook eventuele regio's losgelaten. De wedstrijden worden geleid door de KNHB aangewezen bondsscheidsrechters.

## Uitslagen

### Heren
| Seizoen   | Goud              | Zilver           |
| --------- | ----------------- | ---------------- |
| 2017/2018 | Pinoké            | 's-Hertogenbosch |
| 2018/2019 | Amsterdam         | Pinoké           |
| 2020/2021 | -*                | -*               |
| 2021/2022 | Klein Zwitserland | HDM              |
| 2022/2023 | 's-Hertogenbosch  | Almere           |
| 2023/2024 | Kampong           | Almere           |
| 2024/2025 | 's-Hertogenbosch  | Almere           |

* In 2019/2020 werd de competitie gestaakt en later definitief beëindigd vanwege de uitbraak in Nederland van het coronavirus SARS-CoV-2.

### Dames
| Seizoen   | Goud             | Zilver           |
| --------- | ---------------- | ---------------- |
| 2017/2018 | Bloemendaal      | HDM              |
| 2018/2019 | Oranje-Rood      | Hurley           |
| 2020/2021 | -*               | -*               |
| 2021/2022 | 's-Hertogenbosch | SCHC             |
| 2022/2023 | SCHC             | 's-Hertogenbosch |
| 2023/2024 | SCHC             | Amsterdam        |
| 2024/2025 | 's-Hertogenbosch | Tilburg          |

* In 2019/2020 werd de competitie gestaakt en later definitief beëindigd vanwege de uitbraak in Nederland van het coronavirus SARS-CoV-2.
Nederlandse competities: Hoofdklasse (zaal) · Promotieklasse · Overgangsklasse · Eerste klasse · Tweede klasse · Derde klasse · Vierde klasse · Gold Cup · Silver Cup

Nederlands kampioenschap: Lijst van Nederlandse landskampioenen hockey · Lijst van Nederlandse landskampioenen zaalhockey

Europese competities: Euro Hockey League · Europacup I · Europa Cup II · Europacup zaalhockey